# Acalypha macularis
Acalypha macularis är en törelväxtart som beskrevs av Ferdinand Albin Pax och Käthe Hoffmann. Acalypha macularis ingår i släktet akalyfor, och familjen törelväxter. Inga underarter finns listade i Catalogue of Life.